# Lewis Morris Rutherfurd
Pour les articles homonymes, voir Rutherfurd.
Lewis Morris Rutherfurd (25 novembre 1816-30 mai 1892) est un homme de loi puis astronome américain.

## Biographie
Rutherfurd naît à Morrisania à New York. Il étudie au Williams College en 1834. Il est admis au barreau en 1837. Ses loisirs sont déjà dédiés à l'astronomie. En 1841 il se marie avec Margaret Chanler, la fortune de sa femme ajouté à la sienne lui permet de se retirer des affaires en 1849 pour se consacrer à plein temps à l'astronomie.
Il voyage en Europe en 1849, il y étudie l'optique avec Giovanni Battista Amici, à son retour il construit un observatoire.
De 1858 à 1884 il appartient au conseil d'administration de l'université Columbia. Il fait partie des premiers membres de l'Académie nationale des sciences en 1863.  Il est nommé membre associé de la Royal Astronomical Society en 1872. Il reçoit le prix Rumford en 1873. Rutherfurd prend part à la conférence internationale de Washington de 1884 qui définit le méridien de Greenwich comme méridien de référence international. Le cratère d'impact Rutherfurd (en) porte son nom.
Des problèmes de santé le poussent durant les vingt dernières années de sa vie à passer les hivers dans le Sud de la France ou en Floride.

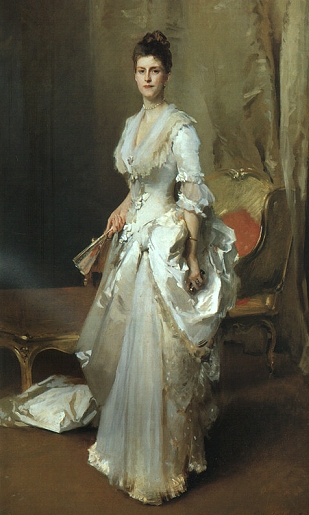
Margaret Stuyvesant Rutherfurd White (Mrs. Henry White), 1883
John Singer Sargent
Washington, National Gallery of Art

Sa fille Margaret Stuyvesant Rutherfurd a épousé Henry White premier secrétaire de la légation américaine à Paris avant d'être affecté à Vienne en 1883. Son mari a commandé son portrait à l'âge de 29 ans au peintre américain John Singer Sargent qui vivait lui aussi à Paris. La romancière Edith Wharton a rappelé sa beauté saisissante : "Il est difficile d'imaginer aujourd'hui la transparence semblable à une coquille, le rouge et blanc lumineux, de ces jeunes joues non touchées par la peinture ou la poudre, dans lesquelles le sang allait et venait comme les lumières de une aurore." Bien qu'elle apparaisse plutôt sérieuse dans ce portrait formel, Mme White - appelée "Daisy" - était connue pour être très animée dans ses activités sociales.
Rutherfurd meurt à New York en 1892.

## Recherches

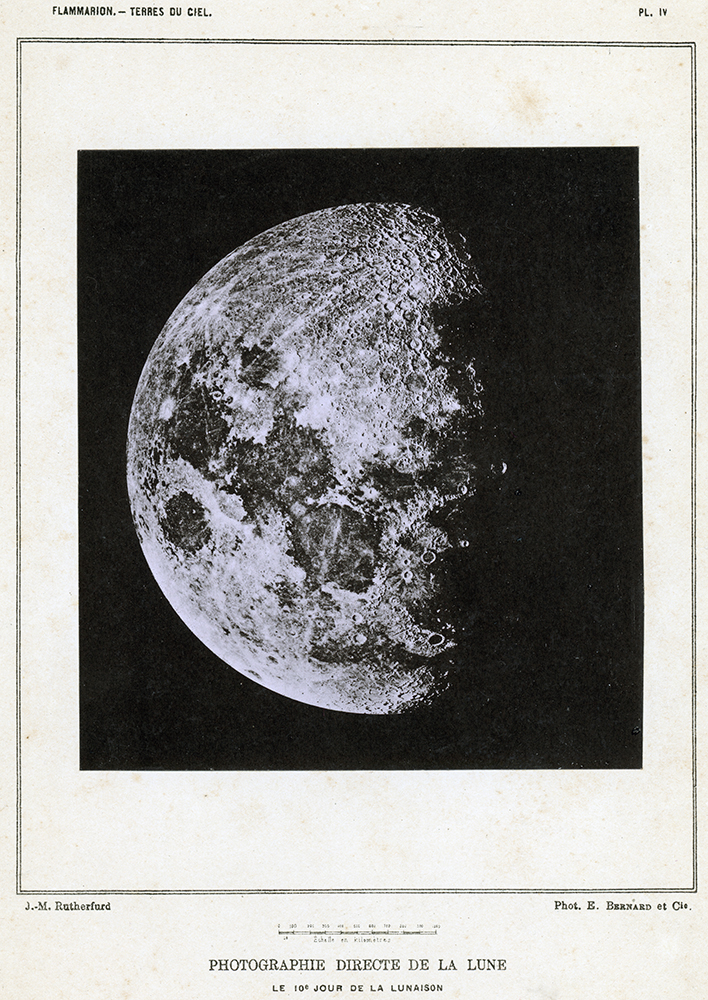
Photographie directe de la Lune parue dans Terres du ciel aux éditions Flammarion

Rutherfurd fabrique lui-même ses réseaux de diffraction, il atteint une densité de 17 000 lignes par pouce (6 700 par cm), cette précision de gravure sera dépassée par Henry Augustus Rowland dans les années 1880.
Au début des années 1860, les travaux fondateurs de Robert Bunsen et Gustav Kirchhoff ont attiré un regain d'attention sur l'intérêt de la spectroscopie comme moyen d'investigation en astronomie. En 1863 il publie un article sur le spectre d'étoiles, de la Lune et des planètes qui contient la première tentative de classification stellaire par rapport au type spectral. Cette classification, relativement vague et informelle, utilise trois classes d'étoiles.
Rutherfurd effectue un grand nombre de photographies. En 1890 il donne à l'université Columbia ses plaques, près de 1 500, et 20 volumes, pour un total de 4 000 pages, contenant les mesures faites à partir de ses plaques. Une photographie de la Lune réalisée par L. M. Rutherfurd paraît sous forme de photogravure dans l'ouvrage Terres du ciel publié aux éditions Flammarion en 1877. 